# 普卡哈薩山 (皮圖馬卡區)
13°51′02″S 71°08′54″W / 13.85056°S 71.14833°W
普卡哈薩山（Pucajasa），是秘魯的山峰，位於該國東南部庫斯科大區，由坎奇斯省的皮圖馬卡區負責管轄，屬於韋爾卡努塔山脈的一部分，海拔高度5,165米。